# Tarzan (serie televisiva 1966)
Tarzan  è una serie televisiva statunitense in 59 episodi trasmessi per la prima volta nel corso di 2 stagioni dal 1966 al 1968. È basata sulle avventure del personaggio di fantasia Tarzan, creato da Edgar Rice Burroughs.
Per questo primo adattamento televisivo del personaggio di Tarzan, la parte fu offerta a Mike Henry, protagonista in quegli anni di una fortunata serie cinematografica. L'attore tuttavia si dichiarò indisponibile e la parte andò a Ron Ely. La serie si distingue per l'assenza del personaggio di "Jane" mentre, come in molti altri adattamenti, Tarzan è affiancato da un ragazzino, qui interpretato da Manuel Padilla Jr., che già era apparso in due episodi del Tarzan cinematografico.
In Italia la serie è andata in onda negli anni ottanta su Canale 5.

## Trama
Tarzan (Lord Greystoke), rientrato in Inghilterra ma ormai stufo della civiltà, ritorna nella giungla in Africa e, assistito dallo scimpanzé Cheetah e da un ragazzino orfano di nome Jai, combatte contro i bracconieri e altri malvagi individui.

## Personaggi
- Tarzan (57 episodi, 1966-1968), interpretato da Ron Ely.
- Jai (55 episodi, 1966-1968), interpretato da Manuel Padilla Jr..
- sergente (8 episodi, 1966-1967), interpretato da Charles Wood.
- Chaka (6 episodi, 1966-1968), interpretato da Woody Strode.
- Tabor (8 episodi, 1966-1967), interpretato da Virgil Richardson.
- Rao (8 episodi, 1966-1967), interpretato da Rockne Tarkington.
- Josh Miller (5 episodi, 1967), interpretato da	Harry Lauter.
- Chaka (5 episodi, 1967-1968), interpretato da Bernie Hamilton.
- colonnello Takakombi (5 episodi, 1967), interpretato da	William Marshall.
- Metusa (4 episodi, 1966-1968), interpretato da	Robert DoQui.
- Jason Flood (4 episodi, 1966), interpretato da	Alan Caillou.
- maggiore britannico (4 episodi, 1967), interpretato da	Howard Morton.
- il colonnello (4 episodi, 1966-1967), interpretato da	Jock Mahoney.
- generale Bertram (4 episodi, 1967-1968), interpretato da	Maurice Evans.
- Charity Jones (4 episodi, 1967-1968), interpretato da	Julie Harris.
- Arthur Stever (4 episodi, 1967-1968), interpretato da	Ben Wright.
- Mayko (3 episodi, 1967-1968), interpretato da	Geoffrey Holder.
- Bwanichi (3 episodi, 1966-1968), interpretato da	Joel Fluellen.
- Cookie (3 episodi, 1967-1968), interpretato da	Gregg Palmer.
- Colin Yeager (3 episodi, 1966-1968), interpretato da	Robert J. Wilke.
- Laneen (3 episodi, 1966-1967), interpretata da	Ena Hartman.
- Damian (3 episodi, 1966-1967), interpretato da	George Murdock.
- Bokunetsi (3 episodi, 1967-1968), interpretato da Roy Glenn.
- O'Keefe (3 episodi, 1967), interpretato da Strother Martin.

### Registi
Tra i registi della serie sono accreditati:
- Alex Nicol (10 episodi, 1967-1968)
- Harmon Jones (9 episodi, 1967-1968)
- William Witney (6 episodi, 1967-1968)
- Barry Shear (5 episodi, 1967-1968)
- Lawrence Dobkin (3 episodi, 1966-1967)
- Robert L. Friend (3 episodi, 1966-1967)
- Anton Leader (3 episodi, 1966-1967)
- Paul Stanley (3 episodi, 1966)
- James Komack (3 episodi, 1967)
- Earl Bellamy (2 episodi, 1966)

## Produzione
La serie fu prodotta da Banner Productions e girata in Brasile e in Messico.

## Distribuzione
La serie fu trasmessa negli Stati Uniti dal 9 settembre 1966 al 5 aprile 1968 sulla rete televisiva NBC. Fu replicata sulla CBS nell'estate 1969, dal 22 maggio al 30 agosto. In Italia è stata trasmessa con il titolo Tarzan.
Alcuni episodi furono prodotti in due parti così che potessero essere anche distribuiti autonomamente al cinema come lungometraggi. È il caso di "Tarzan's Jungle Rebellion"(1966); "Tarzan and the Perils of Charity Jones"(1967); "Tarzan and the Four O'Clock Army"(1968); e "Tarzan's Deadly Silence"(1970).
Alcune delle uscite internazionali sono state:
- negli Stati Uniti l'8 settembre 1966 (Tarzan)
- in Germania Ovest il 2 gennaio 1971
- in Francia il 15 maggio 1971 (Tarzan)
- nei Paesi Bassi il 16 giugno 1971
- in Argentina (Tarzán)
- in Spagna (Las aventuras de Tarzán)
- in Italia (Tarzan)
- in Grecia (Tarzan)

## Episodi
| Stagione         | Episodi | Prima TV USA | Prima TV Italia |
| ---------------- | ------- | ------------ | --------------- |
| Prima stagione   | 33      | 1966-1967    |                 |
| Seconda stagione | 26      | 1967-1968    |                 |